# Paul Preston
Paul Preston, född 21 juli 1946, är en engelsk historiker och Spanienkännare. Han har specialiserat sig  på spansk historia, i synnerhet det spanska inbördeskriget, som han har studerat i mer än 50 år. Han har också skrivit en biograf över Francisco Franco. Han har tilldelats flera priser för sina böcker om det spanska inbördeskriget. 
Preston föddes 1946 i Liverpool och sa i en intervju att han har sympati för den andra spanska republiken: "Jag kom från en ganska vänsterorienterad familj. Man kunde inte riktigt vara från arbetarklassen Liverpool och inte vara vänster. I min känsla för republiken tror att det finns ett element av indignation över dess nederlag, en solidaritet med den förlorande sidan."
Preston tog sin grundexamen vid Oriel College i Oxford. Han tog sedan en master i Europastudier vid University of Reading. och han flyttade tillbaka till Oriel College för att doktorera. 
Från 1991 till 2020 undervisade Preston vid London School of Economics, där han var Príncipe de Asturias professor i samtida spanska studier och grundare av Cañada Blanch Centre for Contemporary Spanish Studies. Han besöker ofta Spanien, där hans verk publiceras  på spanska och katalanska. Han talar båda språken. 

## Verksamhet
Preston har skrivit en biografi om Franco (Basic Books, 1994). Han har också publicerat en biografi om kung Juan Carlos I (2003). Andra böcker innefattar We Saw Spain Die, om ämnet utrikeskorrespondenter som rapporterade om det spanska inbördeskriget och Perfidious Albion: Britain and the Spanish Civil War, en samling essäer som utforskar "hyckleriet i brittisk utrikespolitik gentemot den spanska republiken, i kontrast till det osjälviska bidraget från medicinsk personal från hela världen, inklusive många läkare och sjuksköterskor från Storbritannien, Irland och Commonwealth-länder, och bedömer inflytandet från framstående "skribent-historiker" inklusive George Orwell och Herbert Southworth ." 

## Utmärkelser
- 2000 Queen's Birthday Honours List: Commander of the Order of the British Empire (Civil Division)
- 2005 Ramon Llullpriset(ca)
- 2006 Storkors av Isabella den katolskas orden [17]
- 2012 kortlistan för Samuel Johnson-priset för The Spanish Holocaust [18]
- 2013 års hederspris från  Lluís Carullastiftelsen(ca) [19]
- 2018 Queen's Birthday Honours List: Knighthood för tjänster till förbindelserna mellan Storbritannien och Spanien. [20] [21]

### Som författare
- Paul Preston (1978). The Coming of the Spanish Civil War: Reform, Reaction and Revolution in the Second Republic 1931–1936. London: Macmillan[22]
- Paul Preston (1993). Franco: A biography. London: HarperCollins[23]
- Paul Preston (1999). ¡Comrades! Portraits from the Spanish Civil War. London: HarperCollins[24]
- Paul Preston (2002). Doves of War: Four Women of Spain. London: HarperCollins[25]
- Paul Preston (2004). Juan Carlos: A People's King. London: HarperCollins[26][27]
- Paul Preston (2006). The Spanish Civil War: Reaction, Revolution and Revenge. London: HarperCollins[28]
- Paul Preston (2008). El gran manipulador. La mentira cotidiana de Franco. Barcelona: Ediciones B[29]
- Paul Preston (2009). We Saw Spain Die: Foreign Correspondents in the Spanish Civil War. London: Constable and Robinson[28]
- Paul Preston (2012). The Spanish Holocaust: Inquisition and Extermination in Twentieth-Century Spain.. London: Harper Press[30]
- Paul Preston (2013). El zorro rojo, la vida de Santiago Carrillo. Madrid: Debate[31]
- Paul Preston (2016). The Last Days of The Spanish Republic. London: William Collins[32]
- Paul Preston (2020). A People Betrayed: A History of Corruption, Political Incompetence and Social Division in Modern Spain 1874-2018. London: William Collins
- Paul Preston (2023). Architects of Terror: Paranoisa, Conspiracy and Anti-Semitism in Franco’s Spain. London: William Collins
- Paul Preston (2024). Perfidious Albion: Britain and the Spanish Civil War. London: The Clapton Press

### Som redaktör
- Paul Preston, red (1976). Spain in Crisis: Evolution and Decline of the Franco Regime. London: Branch Line
- Paul Preston, red (1976). Leviátan: Antologia. Ediciones Turner
- Paul Preston, red (2001). Revolution and War in Spain, 1931–1939. Routledge